# Statuina olmeca

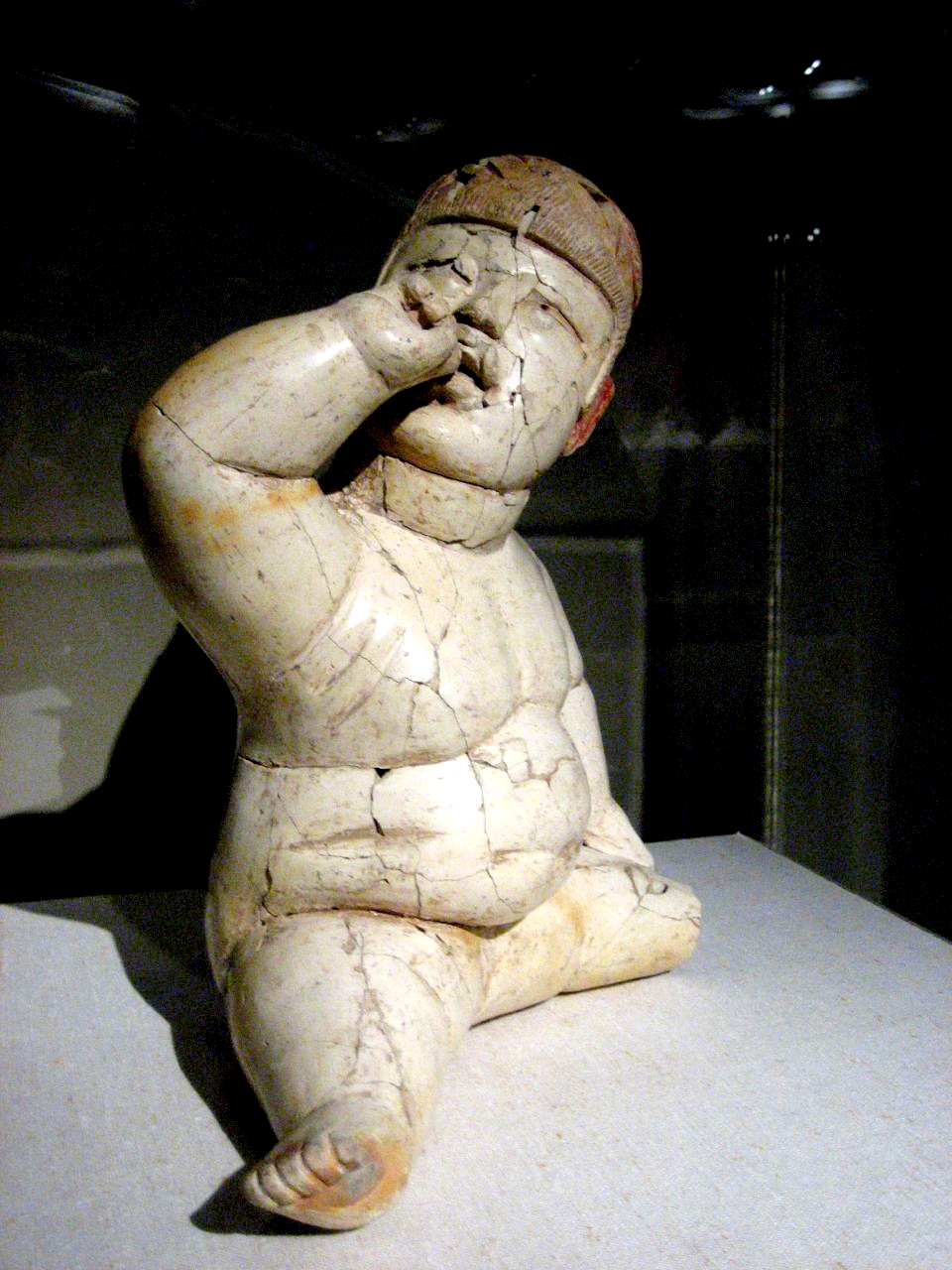
Una statuina archetipica con volto di bambino da Las Bocas.

Le statuine olmeche sono una serie di statuette archetipiche prodotte dagli abitanti della Mesoamerica durante il cosiddetto periodo formativo o periodo preclassico. Benché molte di queste statuine possano o no essere state prodotte direttamente da popoli dell'area nucleare olmeca, esse presentano le caratteristiche e i motivi della cultura olmeca. Anche se l'estensione del controllo olmeco sulle aree al di là della loro area centrale non è ancora nota, le statuine del periodo formativo con motivi olmechi erano diffuse nei secoli dal 1000 al 500 a.C., mostrando una coerenza di stile e di soggetti per quasi tutta la Mesoamerica.
Queste statuine si trovano di solito tra i rifiuti delle case, nei riporti di antiche costruzioni e (al di fuori dell'area nucleare olmeca) nelle tombe, sebbene molte statuine in stile olmeco, in particolare quelle etichettate come stile di Las Bocas o di Xochipala, siano state recuperate dai saccheggiatori e siano perciò prive di indizi sulla loro provenienza.
La grande maggioranza delle statuine sono con un disegno semplice, spesso nude o con indumenti ridotti al minimo, e fatte di terracotta locale. La maggior parte di questi ritrovamenti sono semplici frammenti: una testa, un braccio, un torso o una gamba.  Si pensa, in base ai busti di legno recuperati dal sito invaso dall'acqua di El Manatí, che le statuine fossero anche scolpite nel legno, ma, se così, nessuna è sopravvissuta.
Più durature e meglio conosciute dal grande pubblico sono quelle statuine scolpite, di solito con una certa abilità, nella giada, nel serpentino, nella pietra verde, nel basalto e in altri minerali e pietre.

## Statuine "volto di bambino"
Le statuine "volto di bambino" (baby-face) sono un indicatore esclusivo della cultura olmeca, costantemente rinvenute in siti che mostrano l'influenza olmeca, anche se sembrano essere limitate al periodo iniziale degli Olmechi e sono in gran parte assenti, per esempio, a La Venta.
Queste figurine di ceramica sono facilmente riconoscibili dal corpo paffuto, la faccia col doppio mento simile a un bambino, la bocca rivolta verso il basso e gli occhi gonfi a fessura. La testa è leggermente a forma di pera, probabilmente a causa della deformazione cranica artificiale. Spesso indossano un casco aderente non dissimile da quelli indossati dalle colossali teste olmeche. Le statuine volto di bambino di solito sono nude, ma senza organi genitali. I loro corpi sono raramente resi con lo stesso dettaglio mostrato sui loro volti.
Chiamate anche "bambini vuoti", queste statuette sono in genere alte da 25 a 35 cm e presentano una ceramica molto brunita color bianco o crema. Solo raramente si trovano nel contesto archeologico.
L'archeologo Jeffrey Blomster divide le statuine volto di bambino in due gruppi in base alle diverse caratteristiche. Tra i molti fattori distintivi, le statuine del Gruppo 1 rispecchiano più strettamente le caratteristiche dei manufatti olmechi della Costa del Golfo. Le statuine del Gruppo 2 sono inoltre più sottili di quelle del Gruppo 1, manca la faccia col doppio mento o il corpo carnoso ed i loro corpi sono più grandi in proporzione alla testa.
Dato l'elevato numero di statuine volto di bambino portate alla luce, esse svolgevano senza dubbio qualche ruolo speciale nella cultura olmeca. Che cosa rappresentassero, tuttavia, non è chiaro. Michael D. Coe dice: "Uno dei grandi enigmi nell'iconografia degli Olmechi è la natura e il significato dei grandi, cavi, bambini di ceramica".

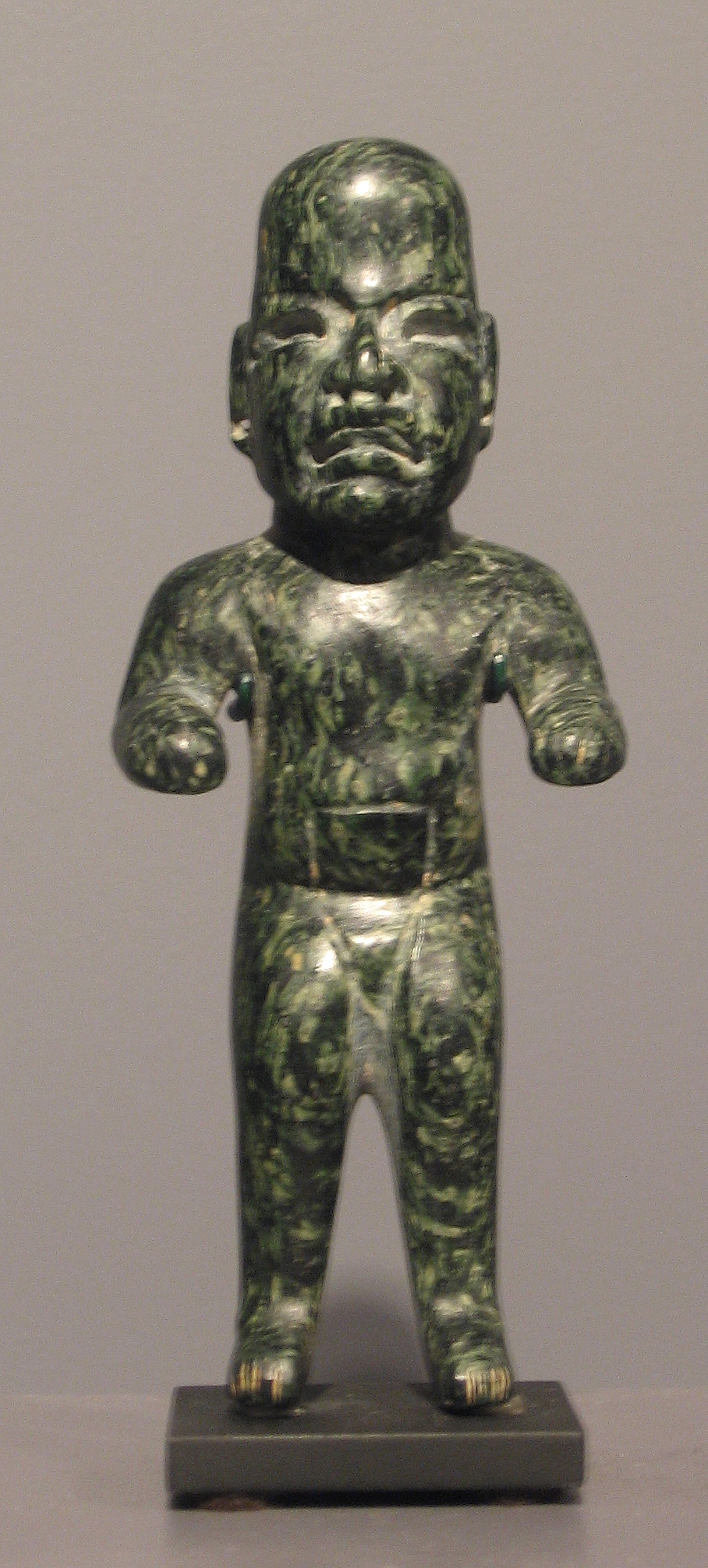
Statuetta di uomo allungato in serpentino verde scuro. Alcuni intarsi, andati perduti, vivacizzavano un tempo gli occhi, le orecchie, il naso e la bocca.

## Uomo allungato
Un altro stile comune delle statuette le presenta in piedi in una rigida posa artificiale; le figurine sono caratterizzate da arti sottili, allungati, teste calve, piatte, occhi a mandorla e bocche rivolte verso il basso. Le gambe delle statuine di solito sono separate, spesso dritte, a volte piegate. Le dita dei piedi e delle mani, se mostrate, sono spesso rappresentate da linee.
È stato teorizzato che le teste piatte, allungate, siano un'indicazione della pratica della deformazione cranica artificiale, come si trova nelle sepolture di Tlatilco dello stesso periodo o tra i Maya di un'epoca successiva. Nessuna prova diretta di questa pratica è però stata trovata nell'area nucleare olmeca.
Le orecchie hanno spesso piccoli fori per svasature delle orecchie o altri ornamenti. Queste figurine possono pertanto avere avuto un tempo orecchini e anche vestiti realizzati in materiali deperibili. È stato proposto che queste figurine avessero differenti abbigliamenti per le diverse occasioni rituali - come dice Richard Diehl, "una versione pre-colombiana di Ken di Barbie".
Queste statuine sono di solito scolpite in giada e ben inferiori ai 30 cm di altezza. Per un altro esempio, vedere questa foto su Commons.

### Offering 4 a La Venta
Nel sito archeologico di La Venta, gli archeologi hanno trovato quello che in seguito è stato chiamato "Offering 4". Queste statuine erano state sepolte ritualmente in un profondo buco stretto e ricoperte con tre strati di argilla colorata. Ad un certo punto dopo la sepoltura originale, qualcuno ha scavato un piccolo foro giù al livello delle loro teste e poi lo ha ricoperto.
L'Offering 4 è costituito da sedici statuette maschili posizionate a semicerchio di fronte a sei utensili primitivi di giada, forse rappresentanti stele o colonne di basalto. Due delle statuine sono state fatte di giada, tredici di serpentino, e una di granito rossastro. Questa statuetta in granito è stata posizionata con le spalle alle stele, di fronte alle altre. Tutte le statuine avevano caratteristiche olmeche classiche simili, comprese le teste allungate calve. Avevano piccoli fori per gli orecchini, le gambe erano leggermente piegate e non erano decorate - insolito se le statuine erano dei o divinità - ma invece ricoperte di cinabro.
Le interpretazioni abbondano. Forse questa particolare formazione rappresenta un consiglio di qualche tipo, le altre quindici statuette sembrano essere in ascolto di quella rossa di granito, con le colonne che formano uno sfondo. In una delle "offering" più sorprendenti trovate a La Venta, le colonne nell'offerta numero 4, raffigurano una persona con un copricapo cerimoniale "volante" e anche la divinità del mais. Sembra che ci sia un collegamento simbolico preciso qui, ma non è chiaro se è legato al rudimentale sistema di scrittura olmeco. Alla destra delle statuetta di granito rosso, sembra che ci sia una linea di tre statuette in fila davanti ad essa. Un altro ricercatore ha suggerito che la figura in granito sia un iniziato.
Come suggerisce il nome, Offering 4 è una delle tante offerte rituali scoperte a La Venta, comprese le quattro offerte massive (Massive Offerings) e quattro mosaici. Il motivo per cui tali opere sarebbero state sepolte continua a generare molte speculazioni.

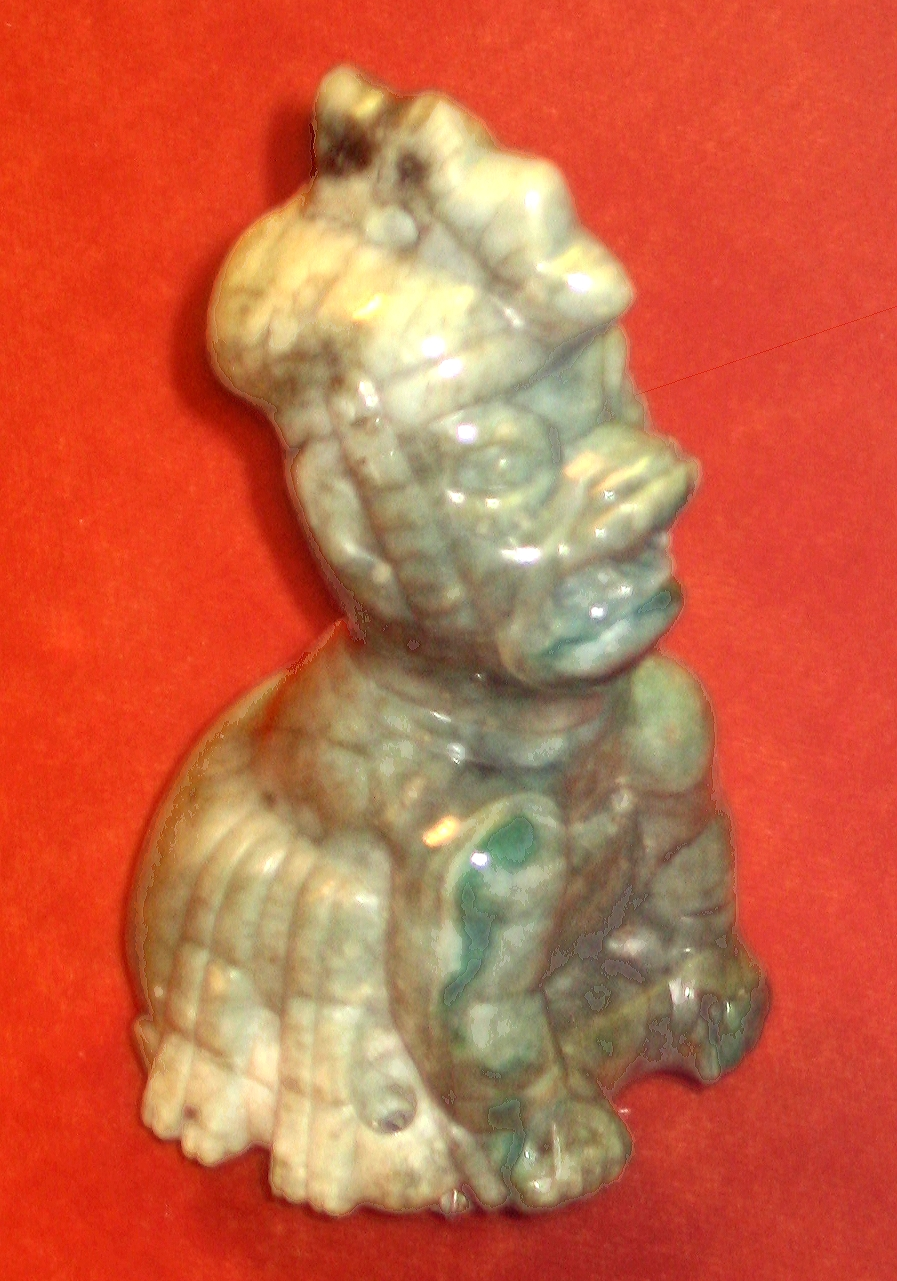
Una piccola statuetta di uomo-giaguaro. Le statuette uomo-giaguaro isolate sono rare - la maggior parte delle statuette di questo tipo mostrano un bambino di uomo-giaguaro accompagnato da un adulto umano. Altezza: 8,6 cm.

## Motivo dell'"uomo-giaguaro"
Il cosiddetto motivo dell'uomo-giaguaro attraversa gran parte dell'arte olmeca, dalla più piccola in giada ad alcune delle più grandi statue di basalto. Il motivo si trova inciso su utensili primitivi, assi votive, maschere e sulle statuine "uomo allungato".
Definito anche, in modo più neutrale, l"antropomorfo composito" o il "bambino della pioggia", il corpo dell'uomo-giaguaro, se visibile, è un bambino o simile a un bambino. Gli occhi sono a mandorla, od occasionalmente a fessura. Il naso è umano. La bocca rivolta verso il basso è aperta, come se fosse a metà di un urlo. Il labbro superiore è estroflesso e le gengive sdentate sono spesso visibili. I motivi olmechi associati all'uomo-giaguaro comprendono una fenditura sulla testa o un copricapo, una fascia intorno alla testa e traverse.
La maggior parte delle figure dell'uomo-giaguaro mostrano un bambino di uomo-giaguaro inerte che è tenuto da un adulto.

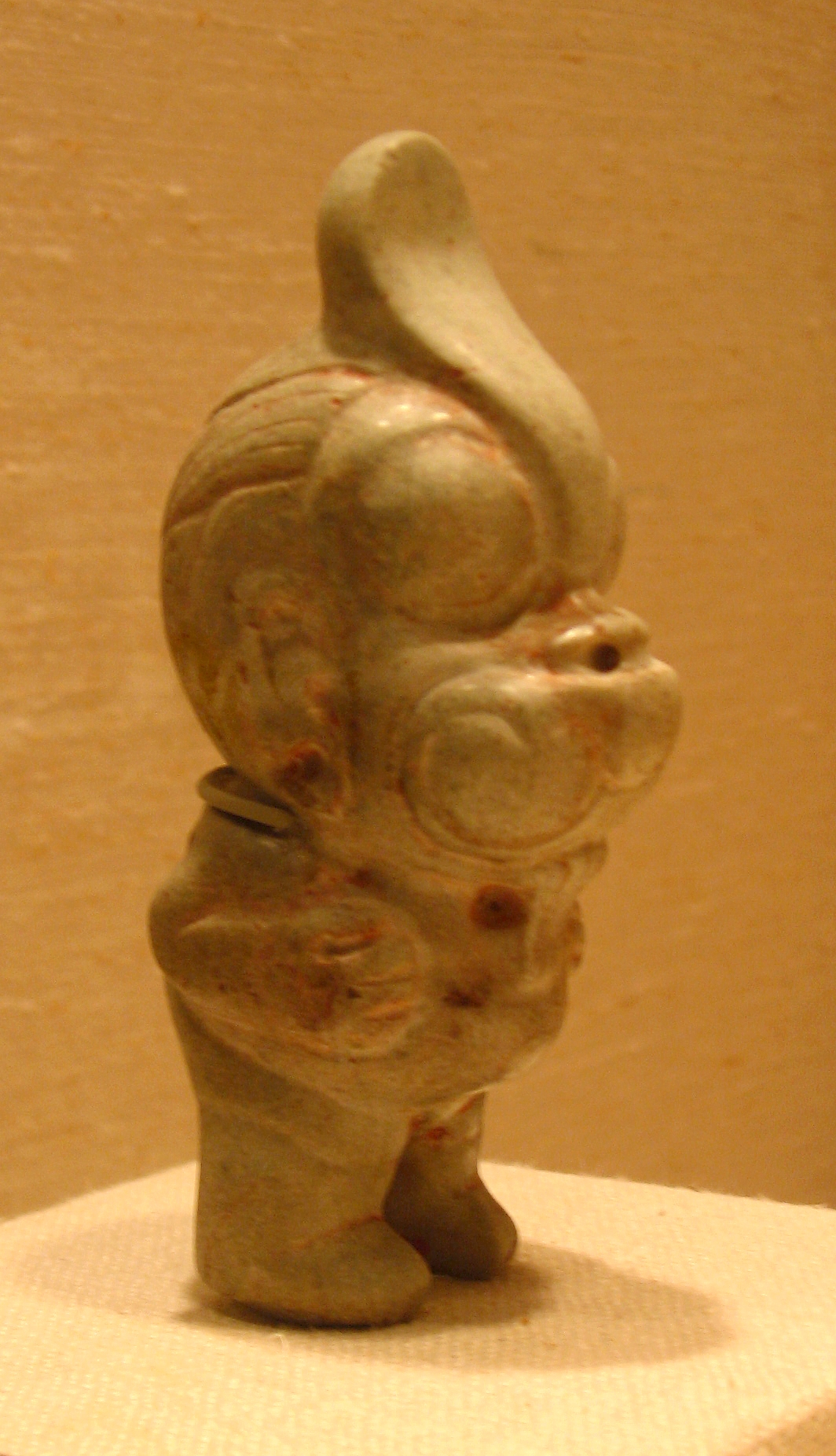
Statuina olmeca con trasformazione in aquila, X-VI secolo a.C. Giada (albite), con cinabro.

## Figure con trasformazione
Molte altre statuine olmeche combinavano caratteristiche umane e animali, compresa questo uomo-aquila (a sinistra). Anche se le statuine che mostrano tali combinazioni di caratteristiche sono generalmente chiamate "figure con trasformazione", alcuni ricercatori sostengono che esse rappresentano esseri umani con maschere di animali o costumi animali, mentre altri affermano che esse rappresentano probabilmente sciamani.
La figura con trasformazione visibile qui mostra caratteristiche simili a un pipistrello. Più comuni, tuttavia, sono le statuine con la trasformazione in giaguaro, che mostrano una grande varietà di stili, che vanno da statuine simili a uomini a quelle che sono quasi completamente giaguari e parecchie in cui il soggetto appare mentre è in una fase di trasformazione.

## Statuine naturalistiche
Nonostante le molte statuette stilizzate, gli artigiani e gli artisti del periodo olmeco ritraevano naturalisticamente anche esseri umani con "una tecnica realistica estremamente straordinaria". La foto in cima a questa voce mostra un certo numero di piccole statuette naturalistiche.

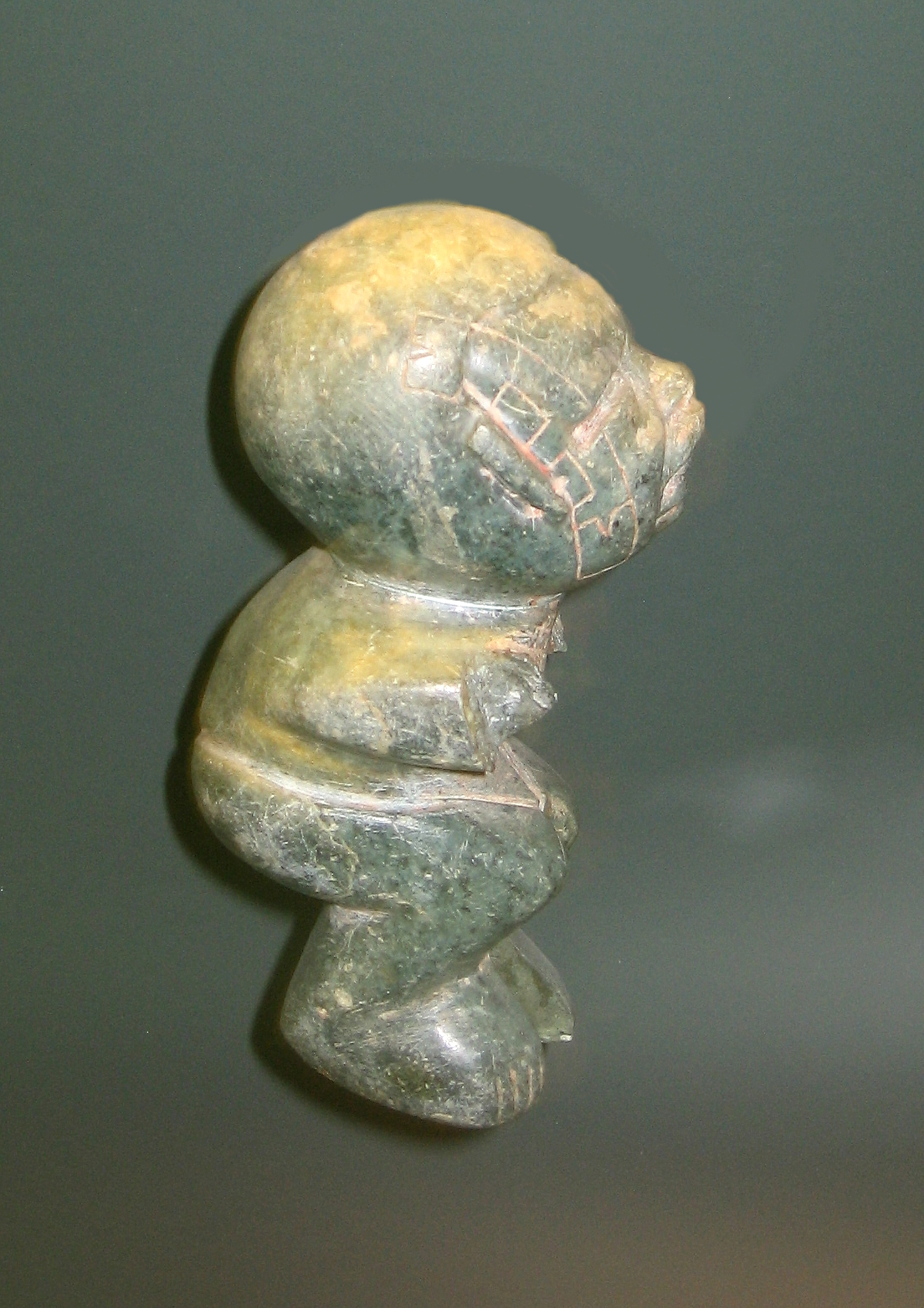
Una statuina in stile fetale in giada da Guerrero, Messico. Altezza: 9,5 cm.

## Statuine di nani o in stile fetale
Un altro tipo di statuina olmeca molto diffusa presenta figure accovacciate con corpi sottili e teste ovali molto grandi con nasi piccoli e menti sfuggenti. Alcuni ricercatori come Miguel Covarrubias descrivono generalmente queste statuine come "nani". Molti altri, tra cui anche Covarrubias, vedono la prova di "quello che sembra la postura pre-natale". In un articolo del 1999, Carolyn Tate e Gordon Bendersky analizzarono i rapporti fra testa e corpo e conclusero che queste figurine sono sculture naturalistiche di feti e discussero la possibilità di infanticidio e di sacrificio infantile.

## Galleria d'immagini

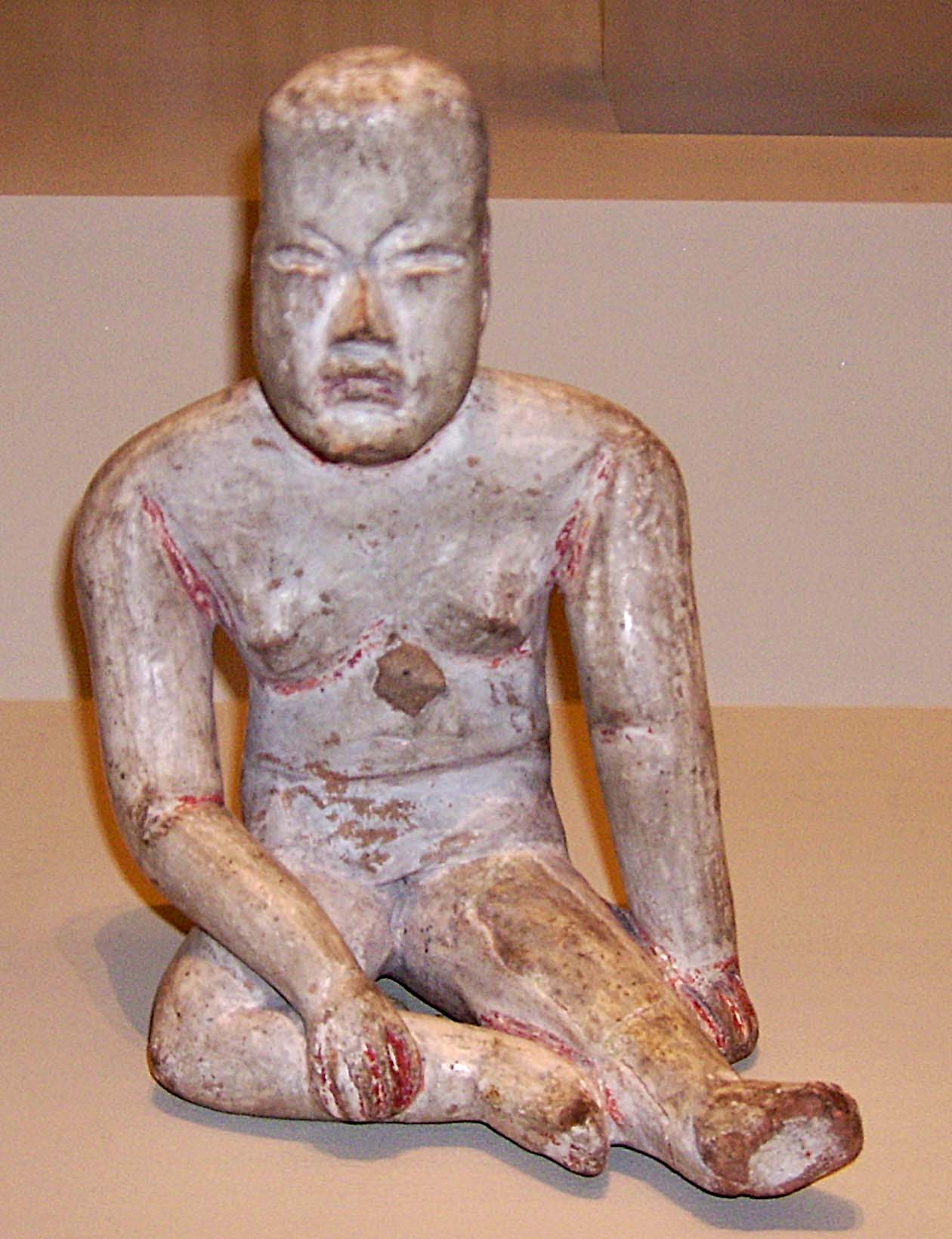
Questa statuina piuttosto apatica appartiene al Gruppo 2 di Blomster.
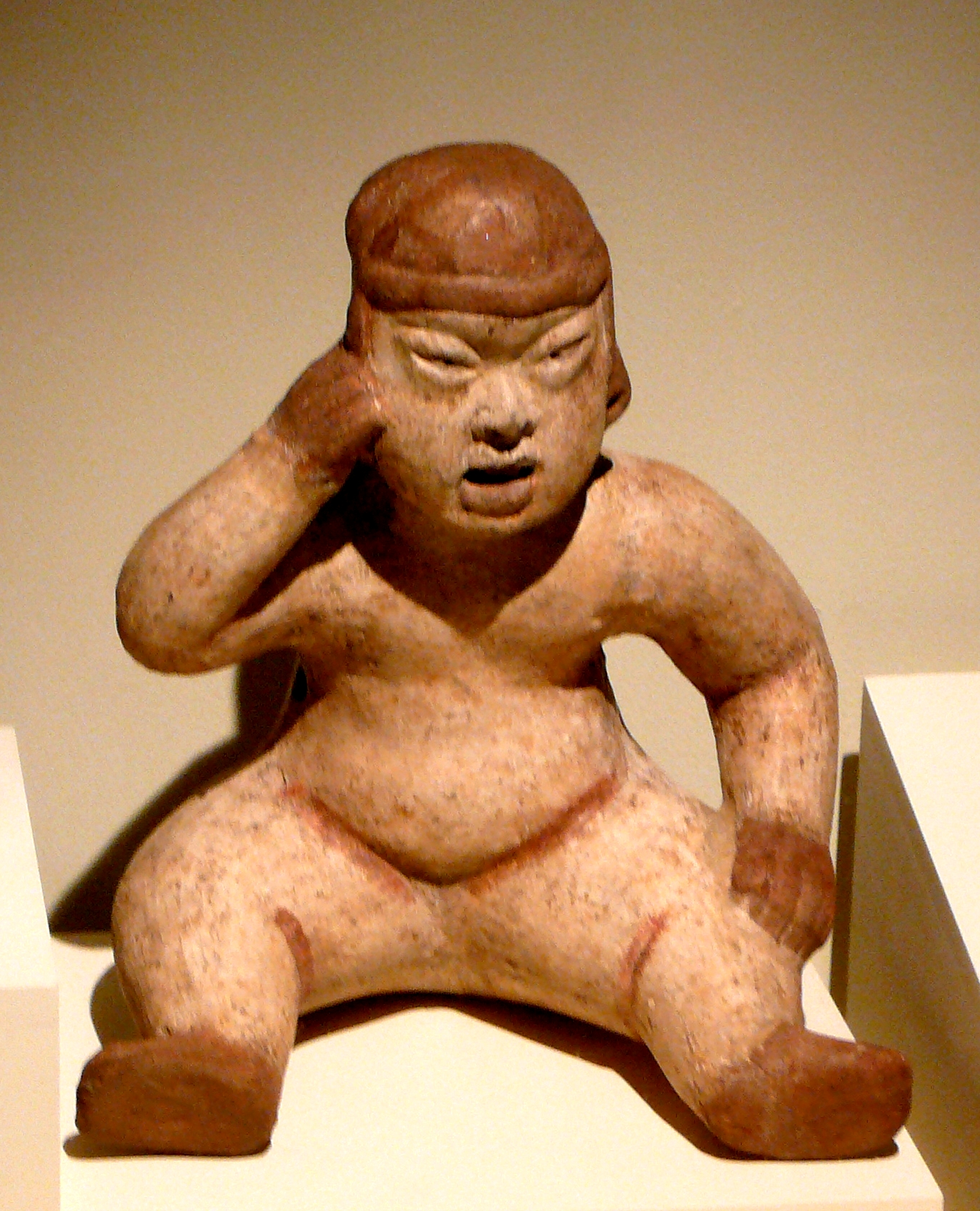
Una statuetta volto di bambino dal Museo Nacional del Jade, San José (Costa Rica).